# Joseph von Syberg zu Sümmern

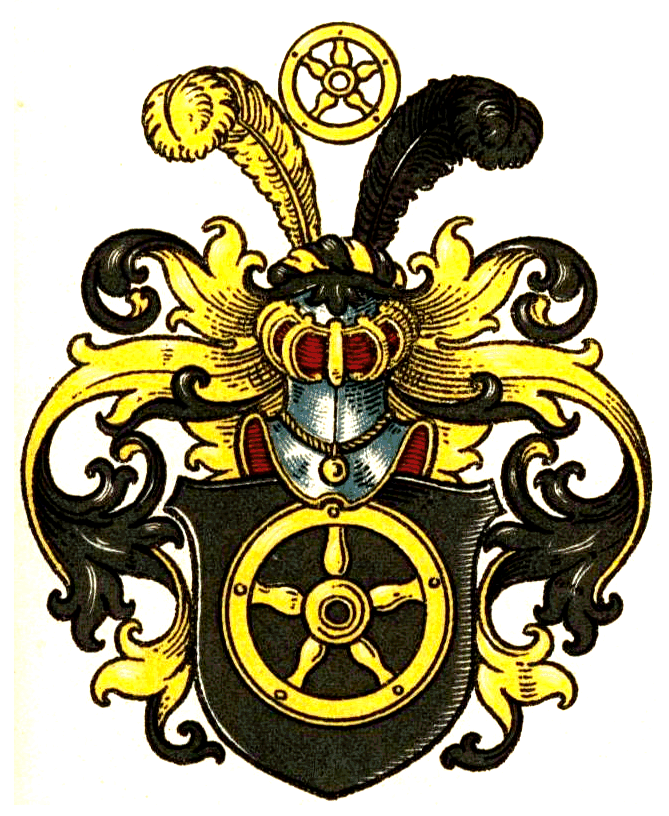
Wappen derer von Syberg

Joseph Freiherr von Syberg zu Sümmern (* 20. November 1800; † 24. Mai 1871 in Würzburg) war Herzoglich Nassauischer Hausmarschall, wirklicher geheimer Rat und Hoftheaterintendant.

## Familie
Er entstammte dem Adelsgeschlecht von Syberg und war Sohn des Kurkölnischen Kammerherren Nikolaus Günther Dionys Freiherr von Syberg zu Sümmern (* 1. April 1754; † 28. Dezember 1832) sowie dessen zweiter Frau Therese geborene Freiin von Wittenbach (1759–1800), Tochter des Geheimrats und vorderösterreichischen Landrechtspräsidenten Johann Nepomuk Freiherr von Wittenbach (* ca. 1737).
Joseph Freiherr von Syberg zu Sümmern, der katholischer Konfession war, heiratete am 19. November 1843 in Weilburg Isabelle geborene Freiin von Dungern (* 31. August 1811 in Weilburg; † 28. Dezember 1886 in Lemberg). Sie war die Tochter des Geheimen Regierungsrates, Oberstallmeisters und Landtagsabgeordneten Friedrich Heinrich von Dungern sowie dessen Frau Wilhelmine Louise geb. Lesch von Mühlheim und die Schwester des nassauischen Staatsministers Emil August von Dungern (1802–1862). Aus der Ehe ging der Sohn Paul Freiherr von Syberg zu Sümmern (* 1848) hervor.

## Leben
Joseph Freiherr von Syberg zu Sümmern studierte ab 1819 Rechtswissenschaften in Freiburg, Frankfurt, Würzburg und Gießen. Während seiner Studienzeit schloss er sich den Corps Suevia Freiburg, Moenania Würzburg und Rhenania Gießen an. 1843 wurde er nassauischer Kammerherr und 1856 Hausmarschall von Herzog Adolph. 1845 bis 1848 war er Intendant des Hoftheaters Wiesbaden.  Als Vertreter des Grafen von Leiningen-Westerburg war er 1852 bis 1854 Mitglied der Ersten Kammer der Landstände des Herzogtums Nassau.